# Seznam vrcholů v Táborské pahorkatině

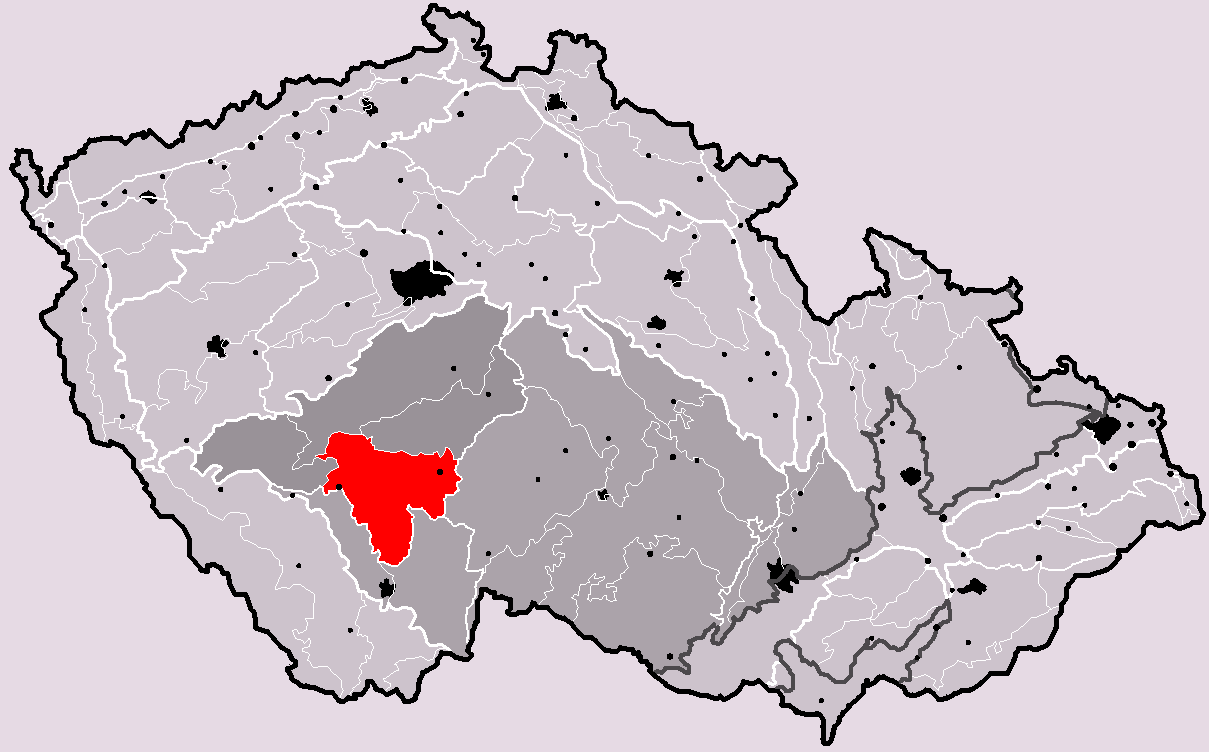
Táborská pahorkatina na mapě České republiky

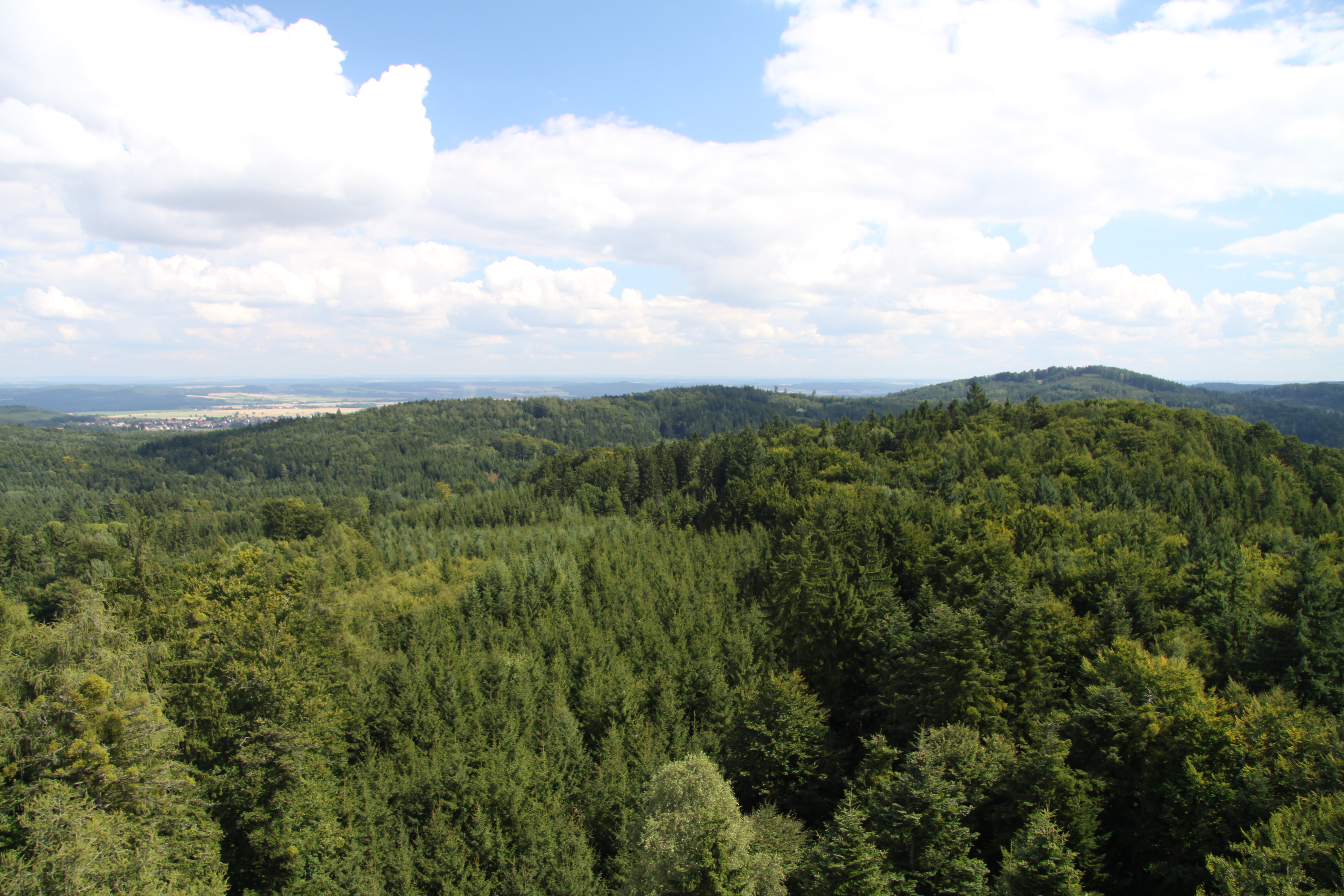
Velký Mehelník (633 m)

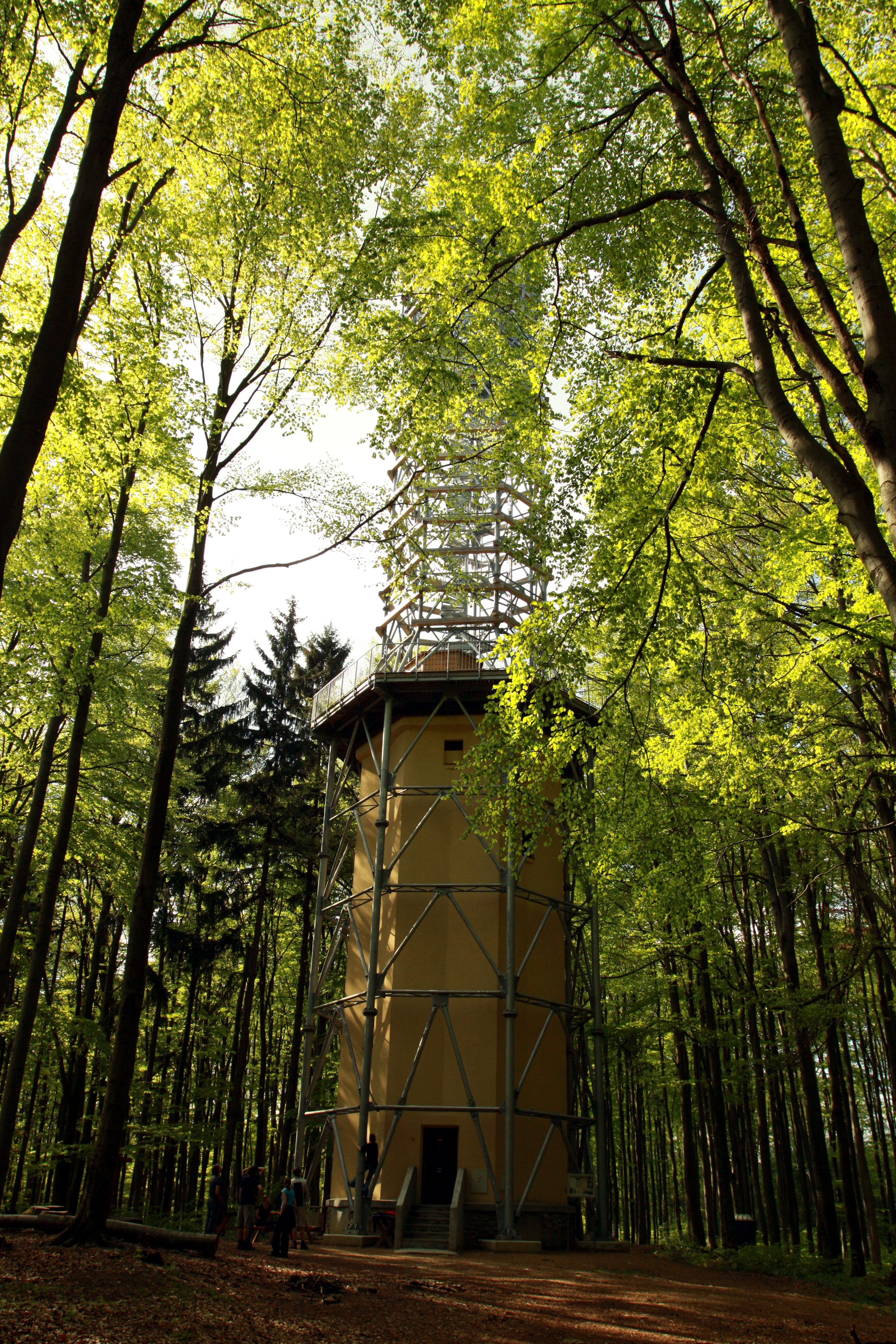
Vysoký Kamýk (628 m)

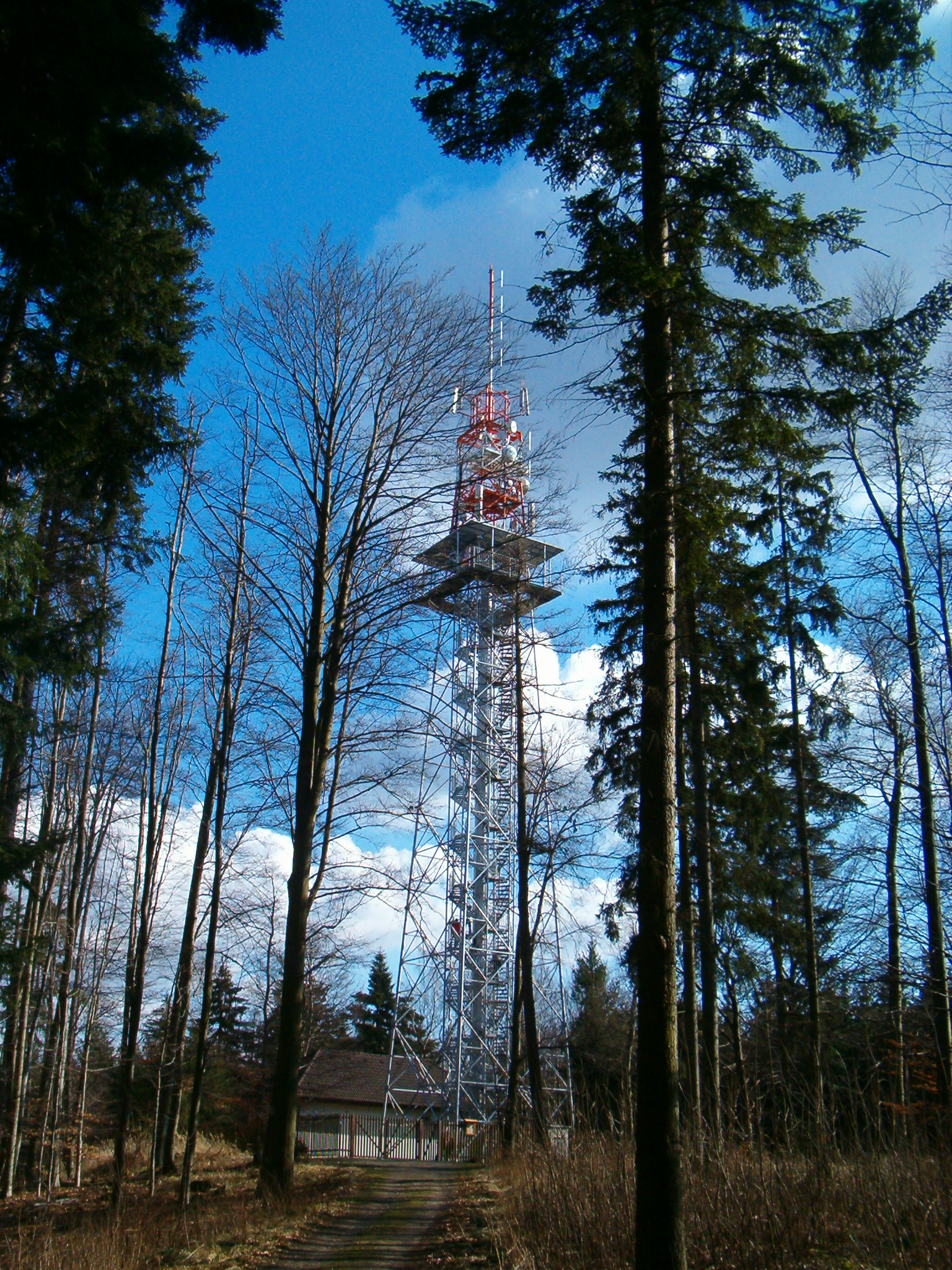
Jarník (609 m)

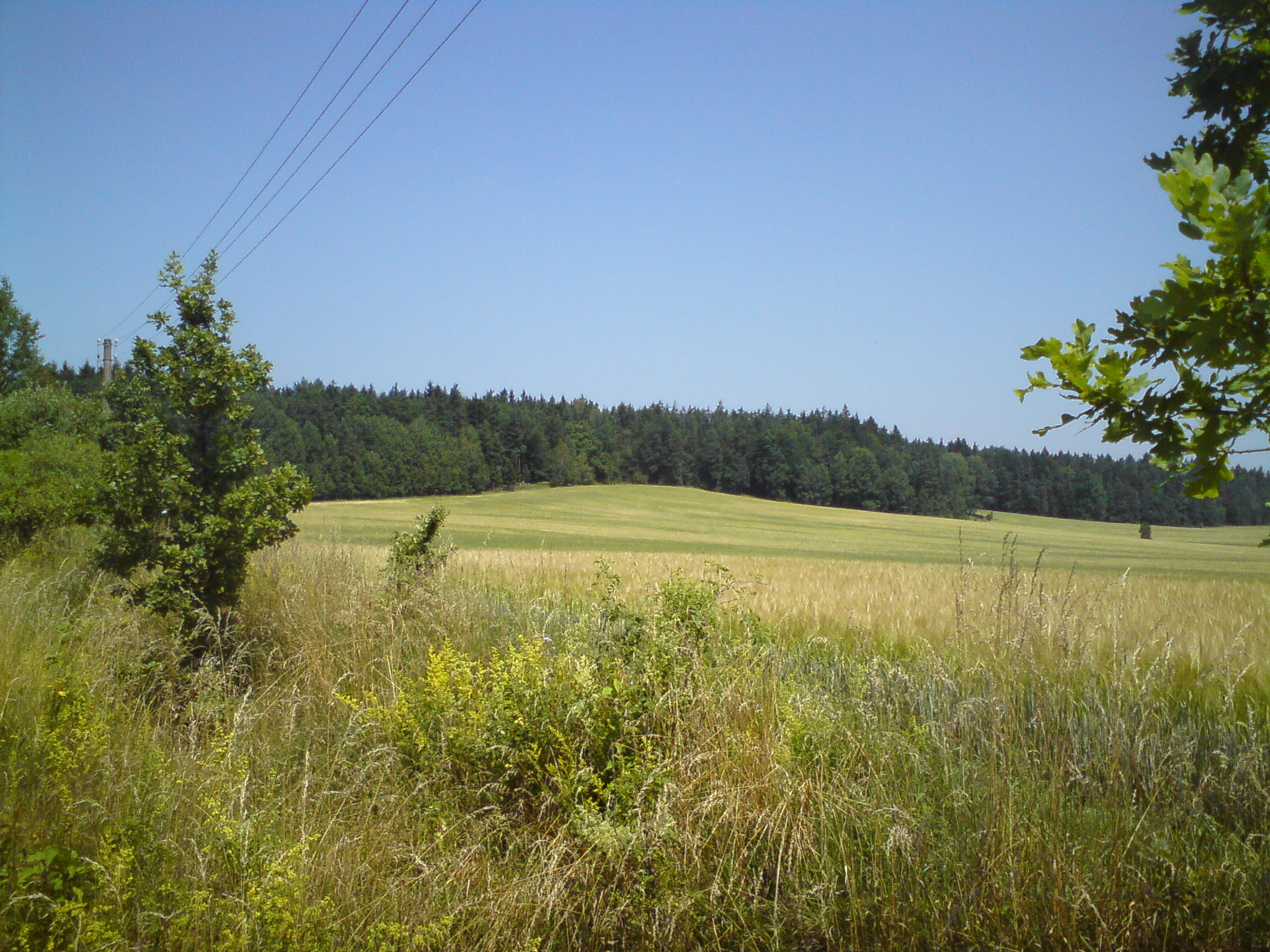
Baba (570 m)

Seznam vrcholů v Táborské pahorkatině obsahuje pojmenované táborské vrcholy s nadmořskou výškou nad 550 m a dále všechny vrcholy s prominencí (relativní výškou) nad 100 m. Seznam je založen na údajích dostupných na stránkách Mapy.cz. Jako hranice pohoří byla uvažována hranice stejnojmenného geomorfologického celku.

## Seznam vrcholů podle výšky
Seznam vrcholů podle výšky obsahuje všechny pojmenované vrcholy s nadmořskou výškou nad 550 m a prominencí alespoň 5 m. Celkem jich je 28, z toho 9 s výškou nad 600 m. Nejvyšší horou je Velký Mehelník s nadmořskou výškou 633 m, který se nachází v geomorfologickém okrsku Mehelnická vrchovina.
| #   | Vrchol           | Výška m n. m. | Souřadnice                       | Okrsek               | Přístup                                                   |
| --- | ---------------- | ------------- | -------------------------------- | -------------------- | --------------------------------------------------------- |
| 1.  | Velký Mehelník   | 633           | 49°17′40″ s. š., 14°13′28″ v. d. | Mehelnická vrchovina | místnízelená turistická značka                            |
| 2.  | Vysoký Kamýk     | 627           | 49°13′57″ s. š., 14°17′44″ v. d. | Mehelnická vrchovina | modrá turistická značka                                   |
| 3.  | Pasecký vrch     | 625           | 49°15′33″ s. š., 14°15′40″ v. d. | Mehelnická vrchovina | neznačeno                                                 |
| 4.  | Malý Kamýk       | 623           | 49°14′08″ s. š., 14°17′47″ v. d. | Mehelnická vrchovina | neznačeno                                                 |
| 5.  | Srní homole      | 613           | 49°18′22″ s. š., 14°11′48″ v. d. | Mehelnická vrchovina | modrá turistická značka                                   |
| 6.  | Provazce         | 611           | 49°19′01″ s. š., 14°11′23″ v. d. | Mehelnická vrchovina | neznačeno                                                 |
| 7.  | Jarník           | 609           | 49°18′29″ s. š., 14°11′29″ v. d. | Mehelnická vrchovina | modrá turistická značka                                   |
| 8.  | Bytina           | 609           | 49°15′50″ s. š., 14°15′32″ v. d. | Mehelnická vrchovina | neznačeno                                                 |
| 9.  | Pecivál          | 604           | 49°13′20″ s. š., 14°17′53″ v. d. | Mehelnická vrchovina | neznačeno                                                 |
| 10. | Svícny           | 599           | 49°17′11″ s. š., 14°13′38″ v. d. | Mehelnická vrchovina | neznačeno                                                 |
| 11. | Kometa           | 593           | 49°12′27″ s. š., 14°18′55″ v. d. | Mehelnická vrchovina | neznačeno                                                 |
| 12. | Malý Mehelník    | 588           | 49°17′26″ s. š., 14°13′37″ v. d. | Mehelnická vrchovina | neznačeno                                                 |
| 13. | Němec            | 587           | 49°16′30″ s. š., 14°14′17″ v. d. | Mehelnická vrchovina | neznačeno                                                 |
| 14. | Žejdlíček        | 584           | 49°18′15″ s. š., 14°13′12″ v. d. | Mehelnická vrchovina | místnízelená turistická značka                            |
| 15. | Matka            | 580           | 49°16′24″ s. š., 14°15′32″ v. d. | Mehelnická vrchovina | neznačeno                                                 |
| 16. | Velký Kameník    | 575           | 49°05′51″ s. š., 14°26′36″ v. d. | Ševětínská vrchovina | neznačeno                                                 |
| 17. | Zdoba            | 574           | 49°12′51″ s. š., 14°20′14″ v. d. | Mehelnická vrchovina | neznačeno                                                 |
| 18. | Chudý vrch       | 573           | 49°18′33″ s. š., 14°12′54″ v. d. | Mehelnická vrchovina | neznačeno                                                 |
| 19. | Honzíček         | 572           | 49°19′00″ s. š., 14°11′00″ v. d. | Mehelnická vrchovina | místnízelená turistická značka · naučná turistická značka |
| 20. | Chlum            | 571           | 49°14′46″ s. š., 14°16′54″ v. d. | Mehelnická vrchovina | neznačeno                                                 |
| 21. | Obora            | 570           | 49°24′25″ s. š., 14°19′01″ v. d. | Milevská pahorkatina | neznačeno                                                 |
| 22. | Baba             | 570           | 49°05′57″ s. š., 14°32′17″ v. d. | Ševětínská vrchovina | neznačeno                                                 |
| 23. | Kloboučky        | 567           | 49°14′30″ s. š., 14°16′52″ v. d. | Mehelnická vrchovina | neznačeno                                                 |
| 24. | Kameniště        | 565           | 49°06′02″ s. š., 14°29′30″ v. d. | Ševětínská vrchovina | neznačeno                                                 |
| 25. | U Doktorova lomu | 564           | 49°08′54″ s. š., 14°31′49″ v. d. | Ševětínská vrchovina | neznačeno                                                 |
| 26. | Cirhanský vrch   | 557           | 49°06′17″ s. š., 14°29′56″ v. d. | Ševětínská vrchovina | neznačeno                                                 |
| 27. | Chlum            | 552           | 49°27′10″ s. š., 14°15′43″ v. d. | Milevská pahorkatina | neznačeno                                                 |
| 28. | Jirouškův vrch   | 552           | 49°24′30″ s. š., 14°18′21″ v. d. | Milevská pahorkatina | neznačeno                                                 |

## Seznam vrcholů podle prominence
Seznam vrcholů podle prominence obsahuje všechny táborské vrcholy s prominencí (relativní výškou) nad 100 m bez ohledu na nadmořskou výšku. Celkem jsou 4. Nejprominentnějším vrcholem je nejvyšší Velký Mehelník (236 m) v geomorfologickém okrsku Mehelnická vrchovina.
| #  | Vrchol         | Výška m n. m. | Promi- nence | Izolace (km)          | Souřadnice                       | Přístup                        |
| -- | -------------- | ------------- | ------------ | --------------------- | -------------------------------- | ------------------------------ |
| 1. | Velký Mehelník | 633           | 236          | 16,6 → Skočický hrad  | 49°17′40″ s. š., 14°13′28″ v. d. | místnízelená turistická značka |
| 2. | Vysoký Kamýk   | 627           | 118          | 08,5 → Velký Mehelník | 49°13′57″ s. š., 14°17′44″ v. d. | modrá turistická značka        |
| 3. | Velký Kameník  | 577           | 100          | 15,2 → Kometa         | 49°05′52″ s. š., 14°26′41″ v. d. | neznačeno                      |
| 4. | Vrchy          | 532           | 100          | 10,4 → Čermákův vrch  | 49°18′16″ s. š., 14°38′19″ v. d. | neznačeno                      |